# Капелья, Андрес
Андрес Капелья (исп. Andrés Capella; 1529, Валенсия — 22 сентября 1609) — испанский религиозный деятель. Принадлежал к ордену картезианцев. Епископ Урхельский с 1588 г. Автор богословских трудов «In Heremiam prophetam commentarii» (1586), «Consideraciones de los Domingos del Ano» (1582) и др.